# Typenkartell
Ein Typenkartell ist ein über einen Vertrag geregeltes Wirtschaftskartell von Unternehmen der gleichen Produktions- oder Handelsstufe, wobei die daran teilnehmenden Unternehmen sich darauf einigen, einheitliche Typen zu verwenden. Mittels Typung werden beispielsweise bestimmte Maße oder Eigenschaften der Bauteile oder Vorprodukte festgelegt wie die Nutzung typisierter Pfandflaschen für Mineralwasser. Typenkartelle sind wettbewerbsrechtlich internen Normenkartellen gleichgestellt. Dies bedeutet, dass sie von den Aufsichtsbehörden genehmigt werden können, da eine einheitliche Typisierung für den Endkunden von Vorteil sein kann.  
Die Begriffe Typenkartell und Normenkartell werden im Europäischen Wettbewerbsrecht heute nicht mehr verwendet, seine Bestimmungen sind aber sinngemäß in Artikel Art. 101 dieser neuen Richtlinie enthalten.